# Lily (角色)
Lily是登场于动画歌曲翻唱专辑系列《Anim.o.v.e》中的虚构人物，作为日本音乐组合M.o.v.e主唱Yuri在此专辑系列中的化身，由日本插画师Kei作造型设计。同时，Lily经过组合的经纪公司愛貝克思管理改编成同名Vocaloid歌声库系列，通过日本软件公司Internet发行。

## 特征
Lily是由日本插画师Kei作造型设计的一名女性人物，她留有一头黄色的长发，左手带着六个手环，右手带着两个。左手手环下有爱心状的刺青。上半身为黑色的披肩，下半身为黄银相间的短裙，腰带上串着一个蓝光光碟，穿着黄黑色的高跟过膝长靴。
在动画歌曲翻唱专辑系列《Anim.o.v.e》中，日本音乐组合M.o.v.e化身作虚构乐队「Anim.o.v.e」，Yuri化身Lily担任主唱，Motsu成员化身Mosh（モッシュ）担任饶舌，之后还有日本声优田村由香里化身Luna担任特邀主唱。《Anim.o.v.e》总计发行了四张专辑，《Anim.o.v.e. 01》《Anim.o.v.e. 02》《Anim.o.v.e. 03》和《Anim.o.v.e. Best》。

## 其他媒体

### Vocaloid歌声库
- 《Vocaloid 2 Lily》是由愛貝克思管理和山葉开发的Vocaloid歌声库，由Internet于2010年8月25日发行，支持Microsoft Windows。歌声库「Lily」，Internet公布推荐节奏为每分钟90至180拍，推荐音域为D2至D4，适用于编辑器Vocaloid 2 / 3 / 4 Editor。[1]

- 《Vocaloid 3 Lily》是由Internet开发的Vocaloid歌声库组合，于2012年4月19日发行，支持Windows和macOS。此组合包含两部库，「Lily_Native」和「Lily_V3」，「Lily_Native」是继承自上一代的库，未被Internet更改任何数据，推荐节奏和节奏不变；「Lily_V3」是由Internet社长村上昇根据Vocaloid 3的新规则录制开发的数据库，推荐节奏为每分钟90至180拍，推荐音域为D2至G4，适用于编辑器Vocaloid Editor及更高版本，并且支持Vocaloid 4的XSY功能，在安装Internet发行的其他Vocaloid 5l3／4产品下，对应的XSY组“Lily”会扩展至“Internet”。

产品最初仅支持安装于Windows，之后Internet从2013年9月开始提供支持macOS的版本。